# Olmeta di Capocorso
Olmeta di Capocorso (in francese Olmeta-di-Capocorso, in corso Olmeta di Capicorsu) è un comune francese di 137 abitanti situato nel dipartimento dell'Alta Corsica nella regione della Corsica.
Olmeta è un comune formato dai seguenti abitati: Grillasca, Celle, Poggio (o Poggiu), Piazze (sede comunale) e Cariacciu. C'è poi la Marina di Negru, unica frazione marina di origini antiche ma a lungo abbandonata, oggi rilanciata dalle attività turistiche.

## Società

### Evoluzione demografica
Abitanti censiti